# Liste der Monuments historiques in Cox (Haute-Garonne)
Die Liste der Monuments historiques in Cox (Haute-Garonne) führt die Monuments historiques in der französischen Gemeinde Cox auf.

## Liste der Bauwerke
| Bezeichnung                              | Beschreibung | Standort                  | Kennzeichnung | Schutzstatus | Datum | Bild |
| ---------------------------------------- | ------------ | ------------------------- | ------------- | ------------ | ----- | ---- |
| Ehemalige Töpferei Laballe, heute Museum |              | Avenue de Toulouse (Lage) | PA31000055    | Classé       | 2005  |      |